# Фудбалска репрезентација Централноафричке Републике
Фудбалска репрезентација Централноафричке Републике (фр. Équipe de République centrafricaine de football) национални је фудбалски тим који на међународној фудбалској сцени представља афричку државу Средњоафричку Републику. Делује под ингеренцијом Централноафричког фудбалског савеза (скраћено ФЦФ) који је основан 1961, а у пуноправном чланству ФИФА и КАФ налази се од 1964, односно 1968. године.
Репрезентација је позната под надимком Les Fauves (Дивље звери), националне боје су плава и бела, а своје домаће утакмице тим игра у Бангију на националном стадиону Бартелеми Боганда капацитета око 20.000 места. ФИФА кôд земље је CTA. Најбољи пласман на ФИФа ранг листи репрезентација Средње Африке остварила је у октобру 2012. када је заузимала 49. место, док је најлошији пласман имала током јула 2009. (први пут) када је заузимала 202. место.
Репрезентација Средњоафричке Републике се у досадашњој историји никада није пласирала на неко од светских или континенталних првенстава.

## Резултати на светским првенствима
| ФИФА светско првенство | ФИФА светско првенство               | ФИФА светско првенство               | ФИФА светско првенство               | ФИФА светско првенство               | ФИФА светско првенство               | ФИФА светско првенство               | ФИФА светско првенство               | ФИФА светско првенство               |                                      | Квалификације за светска првенства   | Квалификације за светска првенства   | Квалификације за светска првенства   | Квалификације за светска првенства   | Квалификације за светска првенства   | Квалификације за светска првенства |
| Година                 | Коло                                 | Пласман                              | Ут                                   | П                                    | Н                                    | И                                    | Гол+                                 | Гол-                                 | Ут                                   | П                                    | Н                                    | И                                    | Гол+                                 | Гол-                                 |                                    |
| ---------------------- | ------------------------------------ | ------------------------------------ | ------------------------------------ | ------------------------------------ | ------------------------------------ | ------------------------------------ | ------------------------------------ | ------------------------------------ | ------------------------------------ | ------------------------------------ | ------------------------------------ | ------------------------------------ | ------------------------------------ | ------------------------------------ | ---------------------------------- |
| 1930−1974.             | Нису учествовали                     | Нису учествовали                     | Нису учествовали                     | Нису учествовали                     | Нису учествовали                     | Нису учествовали                     | Нису учествовали                     | Нису учествовали                     | Нису учествовали                     | Нису учествовали                     | Нису учествовали                     | Нису учествовали                     | Нису учествовали                     | Нису учествовали                     |                                    |
| 1978.                  | Одустали од квалификација            | Одустали од квалификација            | Одустали од квалификација            | Одустали од квалификација            | Одустали од квалификација            | Одустали од квалификација            | Одустали од квалификација            | Одустали од квалификација            | Одустали од квалификација            | Одустали од квалификација            | Одустали од квалификација            | Одустали од квалификација            | Одустали од квалификација            | Одустали од квалификација            |                                    |
| 1982.                  | Дисквалификовани током квалификација | Дисквалификовани током квалификација | Дисквалификовани током квалификација | Дисквалификовани током квалификација | Дисквалификовани током квалификација | Дисквалификовани током квалификација | Дисквалификовани током квалификација | Дисквалификовани током квалификација | Дисквалификовани током квалификација | Дисквалификовани током квалификација | Дисквалификовани током квалификација | Дисквалификовани током квалификација | Дисквалификовани током квалификација | Дисквалификовани током квалификација |                                    |
| 1986−1998.             | Нису учествовали                     | Нису учествовали                     | Нису учествовали                     | Нису учествовали                     | Нису учествовали                     | Нису учествовали                     | Нису учествовали                     | Нису учествовали                     | Нису учествовали                     | Нису учествовали                     | Нису учествовали                     | Нису учествовали                     | Нису учествовали                     | Нису учествовали                     |                                    |
| 2002.                  | Нису се квалификовали                | Нису се квалификовали                | Нису се квалификовали                | Нису се квалификовали                | Нису се квалификовали                | Нису се квалификовали                | Нису се квалификовали                | Нису се квалификовали                | 2                                    | 0                                    | 0                                    | 2                                    | 1                                    | 4                                    |                                    |
| 2006.                  | Одустали од такмичења                | Одустали од такмичења                | Одустали од такмичења                | Одустали од такмичења                | Одустали од такмичења                | Одустали од такмичења                | Одустали од такмичења                | Одустали од такмичења                | Одустали од такмичења                | Одустали од такмичења                | Одустали од такмичења                | Одустали од такмичења                | Одустали од такмичења                | Одустали од такмичења                |                                    |
| 2010.                  | Одустали од такмичења                | Одустали од такмичења                | Одустали од такмичења                | Одустали од такмичења                | Одустали од такмичења                | Одустали од такмичења                | Одустали од такмичења                | Одустали од такмичења                | Одустали од такмичења                | Одустали од такмичења                | Одустали од такмичења                | Одустали од такмичења                | Одустали од такмичења                | Одустали од такмичења                |                                    |
| 2014.                  | Нису се квалификовали                | Нису се квалификовали                | Нису се квалификовали                | Нису се квалификовали                | Нису се квалификовали                | Нису се квалификовали                | Нису се квалификовали                | Нису се квалификовали                | 6                                    | 2                                    | 1                                    | 3                                    | 8                                    | 10                                   |                                    |
| 2018.                  | Нису се квалификовали                | Нису се квалификовали                | Нису се квалификовали                | Нису се квалификовали                | Нису се квалификовали                | Нису се квалификовали                | Нису се квалификовали                | Нису се квалификовали                | 2                                    | 0                                    | 1                                    | 1                                    | 2                                    | 5                                    |                                    |
| 2022.                  | Биће одлучено                        | Биће одлучено                        | Биће одлучено                        | Биће одлучено                        | Биће одлучено                        | Биће одлучено                        | Биће одлучено                        | Биће одлучено                        | Биће одлучено                        | Биће одлучено                        | Биће одлучено                        | Биће одлучено                        | Биће одлучено                        | Биће одлучено                        |                                    |
| 2026.                  | Биће одлучено                        | Биће одлучено                        | Биће одлучено                        | Биће одлучено                        | Биће одлучено                        | Биће одлучено                        | Биће одлучено                        | Биће одлучено                        | Биће одлучено                        | Биће одлучено                        | Биће одлучено                        | Биће одлучено                        | Биће одлучено                        | Биће одлучено                        |                                    |
| Укупно                 |                                      | 0/21                                 |                                      |                                      |                                      |                                      |                                      |                                      | 10                                   | 2                                    | 2                                    | 6                                    | 11                                   | 19                                   |                                    |

## Афрички куп нација
| Успеси на Афричком купу нација | Успеси на Афричком купу нација       | Успеси на Афричком купу нација       | Успеси на Афричком купу нација       | Успеси на Афричком купу нација       | Успеси на Афричком купу нација       | Успеси на Афричком купу нација       | Успеси на Афричком купу нација       | Успеси на Афричком купу нација       |
| Година                         | Коло                                 | Пласман                              | Ут                                   | П                                    | Н                                    | И                                    | Гол+                                 | Гол-                                 |
| ------------------------------ | ------------------------------------ | ------------------------------------ | ------------------------------------ | ------------------------------------ | ------------------------------------ | ------------------------------------ | ------------------------------------ | ------------------------------------ |
| 1957−1972.                     | Нису учествовали                     | Нису учествовали                     | Нису учествовали                     | Нису учествовали                     | Нису учествовали                     | Нису учествовали                     | Нису учествовали                     | Нису учествовали                     |
| 1974.                          | Дисквалификовани током квалификација | Дисквалификовани током квалификација | Дисквалификовани током квалификација | Дисквалификовани током квалификација | Дисквалификовани током квалификација | Дисквалификовани током квалификација | Дисквалификовани током квалификација | Дисквалификовани током квалификација |
| 1976.                          | Одустали од такмичења                | Одустали од такмичења                | Одустали од такмичења                | Одустали од такмичења                | Одустали од такмичења                | Одустали од такмичења                | Одустали од такмичења                | Одустали од такмичења                |
| 1978.                          | Нису учествовали                     | Нису учествовали                     | Нису учествовали                     | Нису учествовали                     | Нису учествовали                     | Нису учествовали                     | Нису учествовали                     | Нису учествовали                     |
| 1980.                          | Нису учествовали                     | Нису учествовали                     | Нису учествовали                     | Нису учествовали                     | Нису учествовали                     | Нису учествовали                     | Нису учествовали                     | Нису учествовали                     |
| 1982.                          | Нису учествовали                     | Нису учествовали                     | Нису учествовали                     | Нису учествовали                     | Нису учествовали                     | Нису учествовали                     | Нису учествовали                     | Нису учествовали                     |
| 1984.                          | Нису учествовали                     | Нису учествовали                     | Нису учествовали                     | Нису учествовали                     | Нису учествовали                     | Нису учествовали                     | Нису учествовали                     | Нису учествовали                     |
| 1986.                          | Нису учествовали                     | Нису учествовали                     | Нису учествовали                     | Нису учествовали                     | Нису учествовали                     | Нису учествовали                     | Нису учествовали                     | Нису учествовали                     |
| 1988.                          | Нису се квалификовали                | Нису се квалификовали                | Нису се квалификовали                | Нису се квалификовали                | Нису се квалификовали                | Нису се квалификовали                | Нису се квалификовали                | Нису се квалификовали                |
| 1990.                          | Нису учествовали                     | Нису учествовали                     | Нису учествовали                     | Нису учествовали                     | Нису учествовали                     | Нису учествовали                     | Нису учествовали                     | Нису учествовали                     |
| 1992.                          | Нису учествовали                     | Нису учествовали                     | Нису учествовали                     | Нису учествовали                     | Нису учествовали                     | Нису учествовали                     | Нису учествовали                     | Нису учествовали                     |
| 1994.                          | Нису учествовали                     | Нису учествовали                     | Нису учествовали                     | Нису учествовали                     | Нису учествовали                     | Нису учествовали                     | Нису учествовали                     | Нису учествовали                     |
| 1996.                          | Одустали од наступа                  | Одустали од наступа                  | Одустали од наступа                  | Одустали од наступа                  | Одустали од наступа                  | Одустали од наступа                  | Одустали од наступа                  | Одустали од наступа                  |
| 1998.                          | Дисквалификовани током квалификација | Дисквалификовани током квалификација | Дисквалификовани током квалификација | Дисквалификовани током квалификација | Дисквалификовани током квалификација | Дисквалификовани током квалификација | Дисквалификовани током квалификација | Дисквалификовани током квалификација |
| 2000.                          | Одустали од наступа                  | Одустали од наступа                  | Одустали од наступа                  | Одустали од наступа                  | Одустали од наступа                  | Одустали од наступа                  | Одустали од наступа                  | Одустали од наступа                  |
| 2002.                          | Нису се квалификовали                | Нису се квалификовали                | Нису се квалификовали                | Нису се квалификовали                | Нису се квалификовали                | Нису се квалификовали                | Нису се квалификовали                | Нису се квалификовали                |
| 2004.                          | Нису се квалификовали                | Нису се квалификовали                | Нису се квалификовали                | Нису се квалификовали                | Нису се квалификовали                | Нису се квалификовали                | Нису се квалификовали                | Нису се квалификовали                |
| 2006.                          | Одустали од наступа                  | Одустали од наступа                  | Одустали од наступа                  | Одустали од наступа                  | Одустали од наступа                  | Одустали од наступа                  | Одустали од наступа                  | Одустали од наступа                  |
| 2008.                          | Нису наступили                       | Нису наступили                       | Нису наступили                       | Нису наступили                       | Нису наступили                       | Нису наступили                       | Нису наступили                       | Нису наступили                       |
| 2010.                          | Одустали од наступа                  | Одустали од наступа                  | Одустали од наступа                  | Одустали од наступа                  | Одустали од наступа                  | Одустали од наступа                  | Одустали од наступа                  | Одустали од наступа                  |
| 2012.                          | Нису се квалификовали                | Нису се квалификовали                | Нису се квалификовали                | Нису се квалификовали                | Нису се квалификовали                | Нису се квалификовали                | Нису се квалификовали                | Нису се квалификовали                |
| 2013.                          | Нису се квалификовали                | Нису се квалификовали                | Нису се квалификовали                | Нису се квалификовали                | Нису се квалификовали                | Нису се квалификовали                | Нису се квалификовали                | Нису се квалификовали                |
| 2015.                          | Нису се квалификовали                | Нису се квалификовали                | Нису се квалификовали                | Нису се квалификовали                | Нису се квалификовали                | Нису се квалификовали                | Нису се квалификовали                | Нису се квалификовали                |
| 2017.                          | Нису се квалификовали                | Нису се квалификовали                | Нису се квалификовали                | Нису се квалификовали                | Нису се квалификовали                | Нису се квалификовали                | Нису се квалификовали                | Нису се квалификовали                |
| 2019.                          | Будући догађај                       | Будући догађај                       | Будући догађај                       | Будући догађај                       | Будући догађај                       | Будући догађај                       | Будући догађај                       | Будући догађај                       |
| 2021.                          | Будући догађај                       | Будући догађај                       | Будући догађај                       | Будући догађај                       | Будући догађај                       | Будући догађај                       | Будући догађај                       | Будући догађај                       |
| 2023.                          | Будући догађај                       | Будући догађај                       | Будући догађај                       | Будући догађај                       | Будући догађај                       | Будући догађај                       | Будући догађај                       | Будући догађај                       |
| Укупно                         | −                                    | 0/31                                 | 0                                    | 0                                    | 0                                    | 0                                    | 0                                    | 0                                    |